# Justin Clinchant
Justin Clinchant (1820-1881) est un général français du second Empire, principal adjoint du général Bourbaki pendant la guerre franco-prussienne de 1870-1871.

## États de service

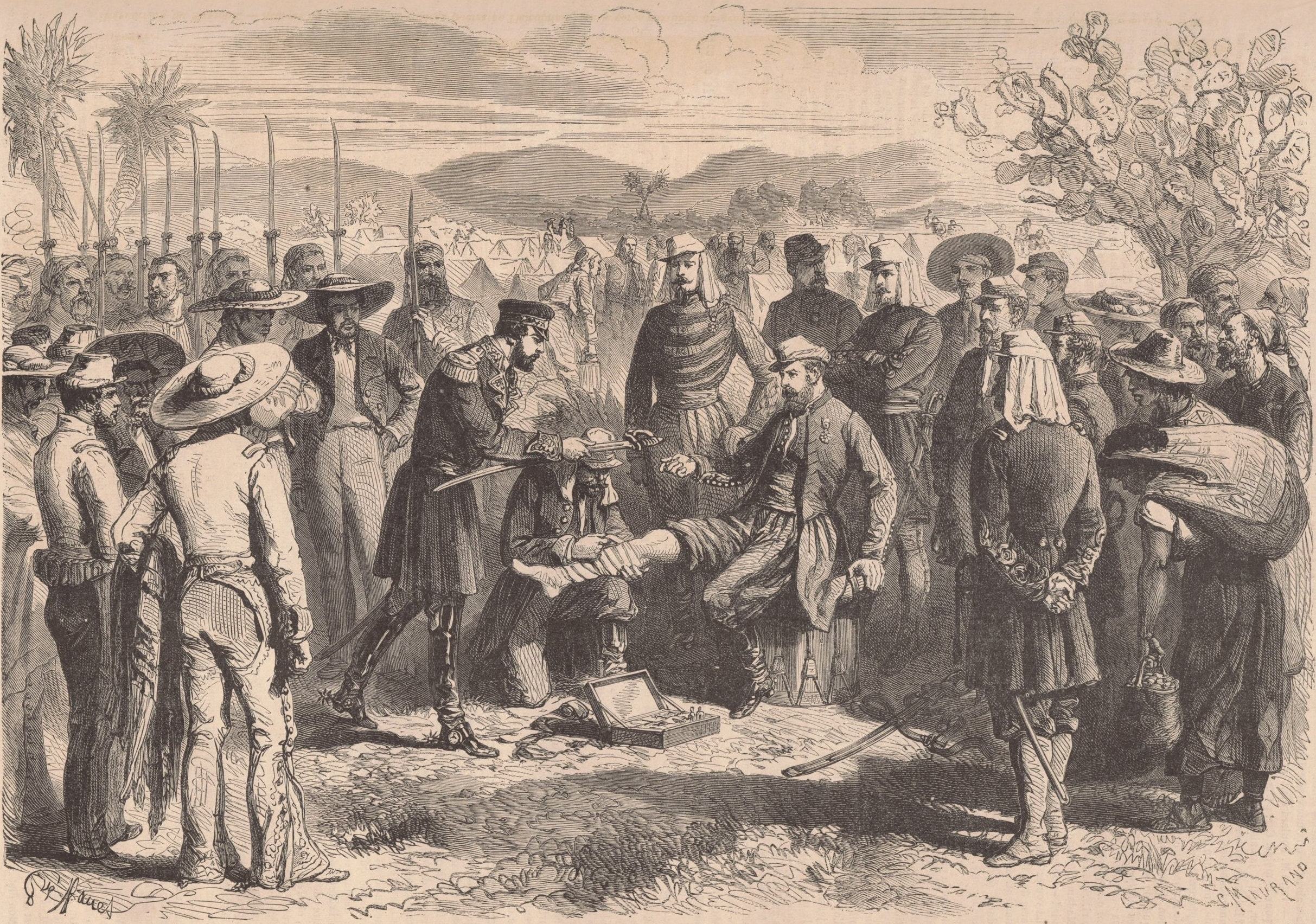
Victoire d'Jiquilpan, remportée par le colonel Clinchant, du 2e zouaves, sur les généraux Juaristes Arteaga, Echegueray, Neri et Espinola. Ce dernier remet son épée au Colonel Clinchant, atteint d'une balle à la jambe.

Clinchant, formé à l'École spéciale militaire de Saint-Cyr, fut intégré en 1841 dans un régiment d'infanterie avec le grade de sous-lieutenant. Promu commandant en 1855, puis lieutenant-colonel à l'issue de la bataille de Solférino, il commande le bataillon de chasseurs à pied de la Garde impériale en 1856 et colonel (1862), il se distingua dans la campagne du Mexique et en 1866 commandait une brigade à Paris.

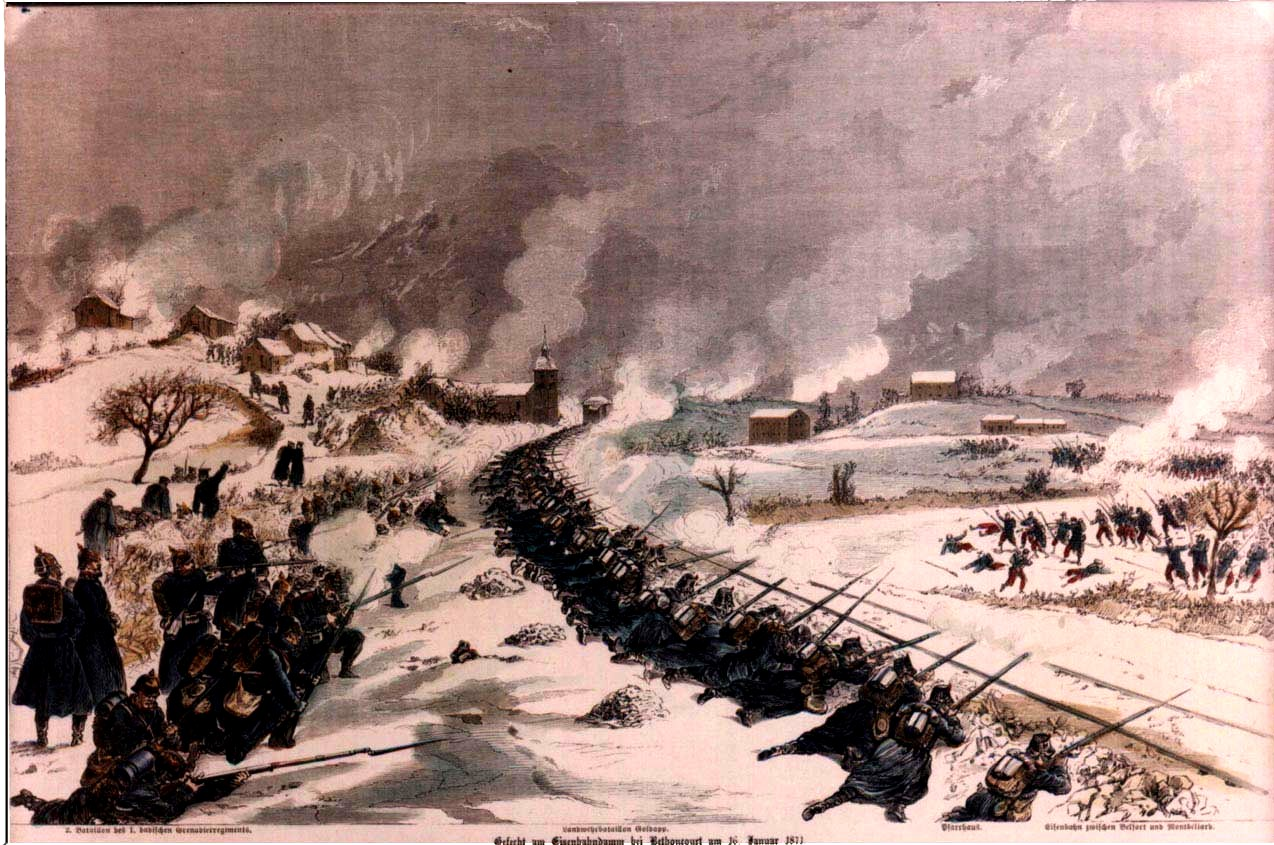
Lignes prussiennes à la bataille d'Héricourt : intempéries et problèmes de ravitaillement contraignent les Français à abandonner le terrain.

Au début de la guerre franco-allemande, il commande une brigade du 3e corps de l'armée du Rhin. Il prend part aux combats de Metz. Il est ensuite fait prisonnier et conduit à Mayence dont il s'évade début décembre, rejoignant la Hollande puis la Loire. Il est le seul des généraux capturés à Metz et à Sedan à s'être évadé. Il se met alors à la disposition du gouvernement de la Défense nationale. Dans le cadre de la levée de l'Armée de l'Est, Bourbaki lui confie le commandement du 20e corps d'armée, avec rang de général de division. Il prend part à la bataille de Villersexel (9-10 janvier 1871) et à la sanglante bataille d'Héricourt (15-17 janvier 1871).
L'armée de Bourbaki ayant échoué à reprendre Belfort, elle se replie, épuisée et démoralisée, vers Besançon puis la frontière suisse, poursuivie désormais par un ennemi bien supérieur en nombre et en matériel. À Besançon, Bourbaki abandonne la suite des opérations à Clinchant et tente de se suicider le 26 janvier. Clinchant négocie avec le général Herzog l'asile pour ses soldats en Suisse. Les deux généraux signent la convention des Verrières, permettant à l'armée française de passer chez les Helvètes à condition de déposer les armes au passage de la frontière (1er février 1871).
De retour à Versailles en avril, Clinchant reçoit le commandement du 5e corps d'armée chargé de réprimer la Commune de Paris, durant la "Semaine Sanglante" du 21 au 28 Mai 1871, sous le commandement du Maréchal Mac Mahon.
En 1880, il est nommé gouverneur militaire de Paris, poste qu'il conserve jusqu'à sa mort l'année suivante. Il est inhumé au cimetière du Père-Lachaise (49e division),.

## Grades
- 12/08/1866: général de brigade.
- 11/12/1870: général de division

## Décorations
- Légion d'honneur: Chevalier (27/12/54), Officier (14/09/55), Commandeur (05/11/64), Grand Officier (03/02/75).
- Médaille commémorative de la campagne d'Italie (1859)
- Médaille commémorative de l'expédition du Mexique

- Grand Croix de l'Ordre Royal de Léopold ( Belgique ) (1878)
- Médaille Commémorative de Crimée ( Royaume-Uni)
- Médaille de la Valeur Militaire (Sardaigne)
- Ordre de Léopold d'Autriche
- Ordre de l'Épée de Suède

## Commandements
- 15/04/1864 - 03/05/1865: commandant de la 2e brigade de la 2e division du corps expéditionnaire du Mexique.
- 03/05/1865 - 06/11/1866: commandant de la 1e brigade de la 1re division du corps expéditionnaire du Mexique.
- 06/11/1866 - 24/03/1867: commandant de la subdivision d'Origaba et des terres chaudes (Mexique).
- 24/03/1867 - 28/04/1867: en disponibilité.
- 28/04/1867 - 16/08/1867: commandant de la 1re brigade d'infanterie de la 4e division d'infanterie du camp de Châlons.
- 16/08/1867 - 29/10/1870: commandant de la 2e brigade de la 1re division d'infanterie du 1er corps d'armée à Paris puis 17/07/70 du 3 corps de l'armée du Rhin.
- 29/10/1870 - 06/12/1870: en captivité puis s'évade.
- 11/12/1870 - 30/01/1871: commandant en chef du 20e corps de l'armée de l'Est
- 30/01/1871 - 01/02/1871: commandant en chef de l'armée de l'Est (= 1 armée de la Loire)
- 01/02/1871 - 23/03/1871: interné en Suisse.
- 23/03/1871 - 29/03/1871: en disponibilité.
- 29/03/1871 - 24/04/1871: commandant supérieur des troupes réunies à Cambrai.
- 24/04/1871 - 28/09/1873: commandant du 5e corps de l'armée de Versailles
- 28/09/1873 - 11/02/1879: commandant du  1er Corps d'Armée.
- 14/10/1873 - 02/06/1875: commandant supérieur de la 3e division militaire puis 15/08/1874 1re division militaire.
- 11/02/1879 - 17/06/1880: commandant du  6e Corps d'Armée.
- 07/02/1880 - 20/03/1881: président du Comité consultatif de l'Infanterie.
- 17/06/1880 - 20/03/1881: gouverneur militaire de Paris.